# Вахрушев, Николай Александрович
Николай Александрович Вахрушев (19.12.1928 — 08.12.2000) — бригадир каменщиков и монтажников железобетонных конструкций треста «Тагилстрой», город Нижний Тагил Свердловской области.

## Биография
Родился 19 декабря 1928 года в деревне Якшур Якшур-Бодьинской волости Ижевского уезда Вотской автономной области в крестьянской семье.
С 1942 года работал в колхозе, был награждён медалью «За доблестный труд в Великой Отечественной войне 1941—1945 гг». В 1946 году окончил 8 классов Якшур-Бодьинской средней школы.
В октябре 1948 года райвоенкоматом был направлен в Свердловское фабрично-заводское училище № 82, после окончания которого распределен в производственное строительно-монтажное объединение «Тагилстрой».
В тресте проработал 35 лет — с марта 1949 по март 1984 года. Сначала был каменщиком. В 1954 году окончил курсы бригадиров-каменщиков во Всесоюзном учебном комбинате, где ему был присвоен шестой разряд. Работал бригадиром каменщиков и монтажников железобетонных конструкций. По его инициативе было организовано движение «Пятилетнее задание — меньшим составом». Участвуя в этом почине, бригада Н. А. Вахрушева выполняла производственные задания на 130—140 процентов.
Указом Президиума Верховного Совета СССР (неопубликованным) от 5 апреля 1971 года «за выдающиеся успехи в выполнении заданий пятилетнего плана по строительству и вводу в действие производственных мощностей, жилых домов и объектов культурно-бытового назначения» удостоена звания Героя Социалистического Труда с вручением ордена Ленина и золотой медали Серп и Молот.
Член КПСС с 1958 года. Неоднократно избирался депутатом городского Совета народных депутатов, членом бюро партийной организации треста «Тагилстрой».
После выхода на пенсию в 1984 году работал плотником.
Жил в городе Нижний Тагил. Трагически погиб в автокатастрофе 8 декабря 2000 года.
Награждён 2 орденами Ленина, орденом Октябрьской Революции, медалями; бронзовой медалью ВДНХ. Почетный гражданин города Нижний Тагил.